# Jarosław Strzała
Jarosław Strzała (ur. 12 listopada 1975) – polski aktor.
W 2000 roku ukończył Wrocławską filię Wydziału Aktorskiego PWST im. Ludwika Solskiego w Krakowie.

## Filmografia
- 1997 – 2018: Klan – 2 role: mężczyzna, który wspólnie z piłkarzami z Klubu Sportowego „Helios” uczestniczył w procederze „sprzedaży” meczów i „kontrolowania” wyników zakładów bukmacherskich, współsprawca pobicia Michała Chojnickiego (sezon 2003/2004); taksówkarz z Korporacji Taksówkarskiej „Metro Taxi” (sezon 2008/2009)
- 2000: Świat według Kiepskich – koleś (odc. 67)
- 2000 – 2001: Adam i Ewa – pracownik produkcji serialu reżyserowanego przez Ligockiego
- 2001 – 2011: Plebania – oficer UOP (odc. 112), oficer Agencji Bezpieczeństwa Wewnętrznego; w czołówce nazwisko: Strzał (odc. 262, 264), „milczek” (odc. 1580, 1581, 1582, 1632)
- 2001: Na dobre i na złe – strażak (odc. 75)
- 2002: Król przedmieścia – głos uczestnika „Milionerów” (odc. 11)
- 2002 – 2010: Samo życie – 4 role: pracownik produkcji filmu, w którym grał aktor Andrzej Szamajda (odcinek: 7): pracownik produkcji telewizyjnego talk–show „Kuba Wojewódzki” (odcinki: 143–144, 770); pracownik produkcji serialu „Bicie serca”, w którym grała m.in. Beata Potapowicz (odcinki: 624, 704–705); operator kamery w stacji telewizyjnej relacjonującej protest ekologa Marcina Orzechowskiego i dziennikarki w redakcji gazety „Samo Życie” Karoliny Bernsztajn przeciwko firmie „Idealne Osiedle” bezmyślnie niszczącej środowisko naturalne (odcinek: 882; w napisach imię: Jacek)
- 2003 – 2010: M jak miłość – kierowca wiozący Krzysztofa do Warszawy (odc.170), policjant (odc. 486, 775)
- 2003 – 2018: Na Wspólnej – 3 role: strażnik miejski w parku (odcinki: 324); pracownik pływalni; pracownik izby wytrzeźwień
- 2004 – 2005: Fala zbrodni – złodziej samochodowy „Żaba” (nie występuje w napisach) (odc. 27)(odc. 30)[1][2]
- 2005 – 2011: Pierwsza miłość – 3 role: klient Jakuba (odc. 129); ślusarz instalujący dodatkowy zamek w drzwiach mieszkania należącego do Artura Kulczyckiego (odc. 874); lekarz na oddziale położniczo-ginekologicznym Szpitala Kolejowego we Wrocławiu (odc. 1399)
- 2005: Biuro kryminalne – ochroniarz (odc. 4)
- 2006 – 2008: Kryminalni – „Morus” (odc. 59), „Cypis” (odc. 101)
- 2007: Pitbull – Robert Drabik (odc. 6)
- 2007: Twarzą w twarz – „Rąsek” (odc. 3, 4, 7, 9, 10)
- 2007: Dwie strony medalu – Wiesław, ochroniarz Suchodolskiego (odc. 50, 52, 53)
- 2008: Wydział zabójstw – Józef Drzazgiewicz, wspólnik Wysockiego (odc. 35)
- 2008: Golgota wrocławska – felczer
- 2008 – 2009: Niesamowite historie – balistyk Rafał Gadomski (odc. pt. „Rykoszet”)